# Automeris columbiana
Automeris columbiana é uma espécie de mariposa do gênero Automeris, da família Saturniidae.